# Senat Kaisen II
Der Senat Kaisen II amtierte vom 28. November 1946 bis 22. Januar 1948 als Bremer Landesregierung.
| Amt                                               | Name                                     | Partei | Partei    |
| ------------------------------------------------- | ---------------------------------------- | ------ | --------- |
| Präsident des Senats                              | Wilhelm Kaisen                           |        | SPD       |
| Bürgermeister                                     | Theodor Spitta                           |        | BDV       |
| Justiz, Verfassung und kirchliche Angelegenheiten | Theodor Spitta                           |        | BDV       |
| Schulen und Erziehung                             | Christian Paulmann                       |        | SPD       |
| Gesundheit und Wohlfahrt                          | Käthe Popall bis 27. März 1947           |        | KPD       |
| Gesundheit und Wohlfahrt                          | Adolf Ehlers                             |        | SPD       |
| Finanzen                                          | Wilhelm Nolting-Hauff                    |        | parteilos |
| Bau                                               | Emil Theil                               |        | SPD       |
| Häfen, Schifffahrt, Wirtschaft und Arbeit         | Hermann Apelt bis 17. Dezember 1946      |        | BDV       |
| Häfen, Schifffahrt, Wirtschaft und Arbeit         | Hermann Wolters                          |        | SPD       |
| Ernährung und Landwirtschaft                      | Hermann Mester                           |        | SPD       |
| Wohnungswesen                                     | Willy Ewert                              |        | SPD       |
| Wirtschaftsforschung und Außenhandel              | Gustav Wilhelm Harmssen                  |        | parteilos |
| politische Befreiung (ab 27. März 1947)           | Friedrich Aevermann bis 7. November 1947 |        | SPD       |
| politische Befreiung (ab 27. März 1947)           | Alexander Lifschütz ab 21. November 1947 |        | parteilos |

Hinweise

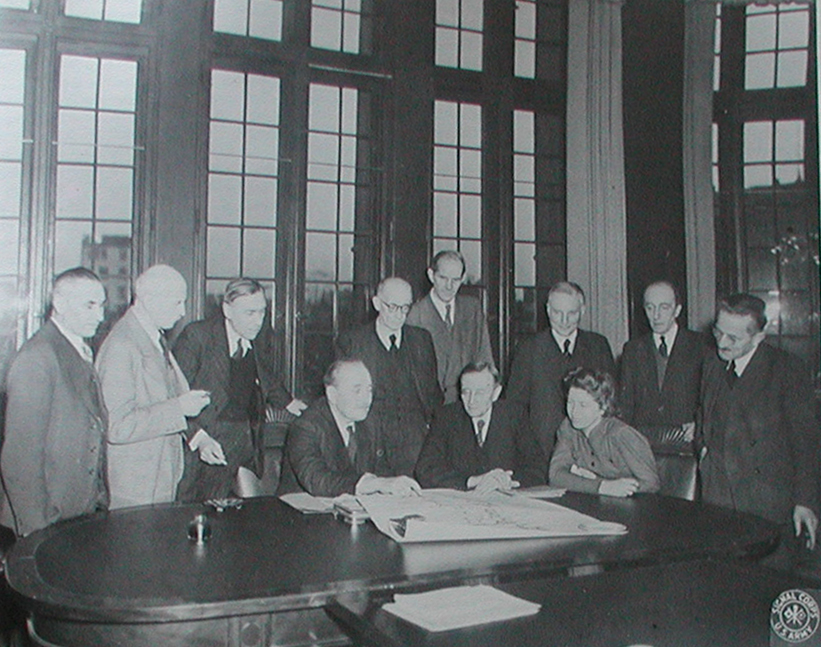
Der Senat Kaisen II am 6. Januar 1946. Von links sitzend: Wilhelm Kaisen, Theodor Spitta, Käthe Popall. Von links stehend: Hermann Mester, Hermann Apelt, Christian Paulmann, Willy Ewert, Adolf Ehlers, Wilhelm Nolting-Hauff, Alexander Lifschütz, Emil Theil. Es fehlen: Wilhelm Harmssen und Hermann Wolters.

- Popall war beigeordnete Senatorin für Gesundheit und Wohlfahrt sowie für Schulen und Erziehung.